# Radiello
Un radiello è uno strumento per la misura della qualità dell'aria all'aperto o al chiuso. È un campionatore passivo di forma cilindrica, dotato di simmetria radiale. Le sostanze inquinanti presenti nell'aria, come il benzene, si depositano per adsorbimento su una cartuccia monouso inserita all'interno del radiello. In quanto campionatore passivo deve soltanto stare esposto all'aria potenzialmente inquinata per un periodo di tempo noto. Al termine del periodo di campionamento la cartuccia va conservata in provetta e gli inquinanti si determinano tramite analisi chimiche di laboratorio. 
Il nome radiello è un marchio registrato da ICS Maugeri, ma è divenuto un nome comune per antonomasia.
La parola è un neologismo che compare almeno dal Corriere della sera del 24 maggio 1996, p. 49. Il nome deriva dall'aggettivo "radiale".